# Леден (Эна)
Леден (фр. Lesdins) — коммуна во Франции, находится в регионе Пикардия. Департамент коммуны — Эна. Входит в состав кантона Сен-Кантен-2. Округ коммуны — Сен-Кантен.
Код INSEE коммуны — 02420.

## Население
Население коммуны на 2010 год составляло 854 человека.
| 1962 | 1968 | 1975 | 1982 | 1990 | 1999 | 2010 |
| ---- | ---- | ---- | ---- | ---- | ---- | ---- |
| 529  | 544  | 546  | 824  | 855  | 750  | 854  |

## Экономика
В 2010 году среди 572 человек трудоспособного возраста (15—64 лет) 398 были экономически активными, 174 — неактивными (показатель активности — 69,6 %, в 1999 году было 72,3 %). Из 398 активных жителей работали 369 человек (188 мужчин и 181 женщина), безработных было 29 (12 мужчин и 17 женщин). Среди 174 неактивных 48 человек были учениками или студентами, 82 — пенсионерами, 44 были неактивными по другим причинам.